# Carlos Mauricio Schweitzer
Carlos Mauricio Schweitzer (Miskolc, actual Hungría, 1 de septiembre de 1843 - Ciudad de Buenos Aires, 11 de enero de 1892) fue un contador, banquero e inversionista, nacido en Hungría, fundador del Banco Constructor de la Plata y del balneario bonaerense de Mar del Sud en la Provincia de Buenos Aires.

## Biografía
Carlos Mauricio Schweitzer nació el 1 de septiembre de 1843 en Miskolc, Hungría. Sus padres fueron Adolf Schweitzer, pastelero de profesión, y Amalia Billitzer siendo el cuarto de cinco hermanos. Vivió en Pest donde trabajó como contador y en 1873 emigró a la Argentina como súbdito del Imperio austrohúngaro y miembro de la masonería.

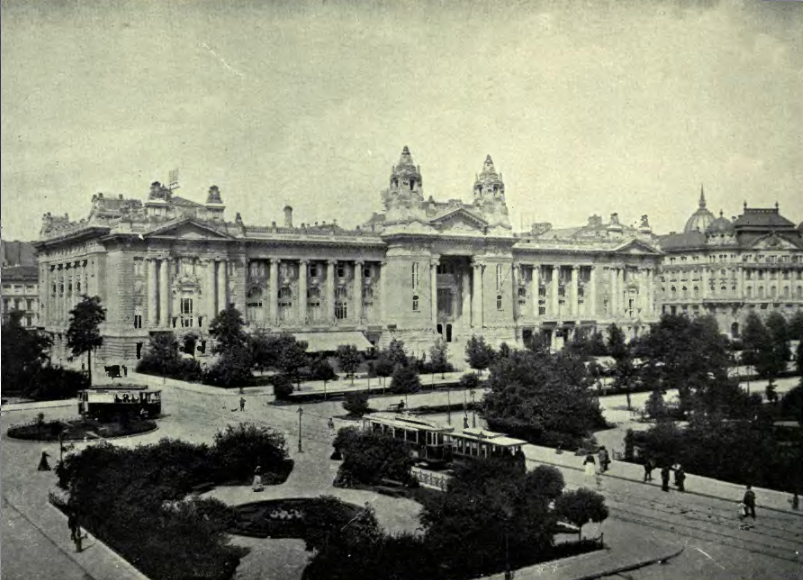
La bolsa de Budapest, ciudad que tuvo un enorme crecimiento a finales del.

Se estableció en Buenos Aires y el 18 de marzo de 1882 contrajo matrimonio con la argentina e hija de irlandeses María Valentina del Sagrado Corazón de Jesús Ryan Mac Dermott, en la parroquia Inmaculada Concepción de la Ciudad de Buenos Aires.

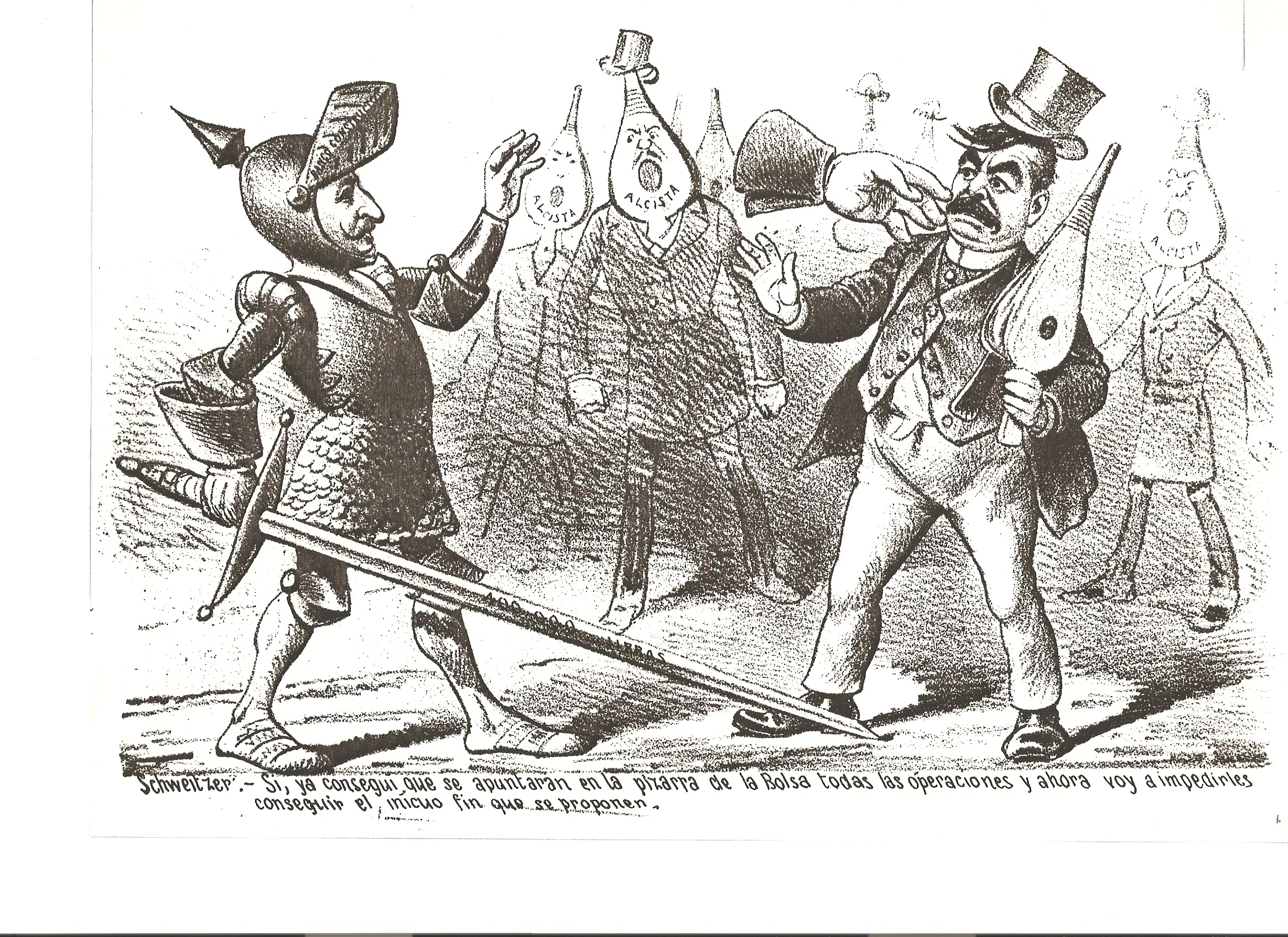
Caricatura de Schweitzer, El Mosquito, 1888

Fundó, organizó y fue presidente del Banco Constructor de la Plata por iniciativa privada, según modelos del Banco Constructor de Venecia y el Banco Constructor de Viena.

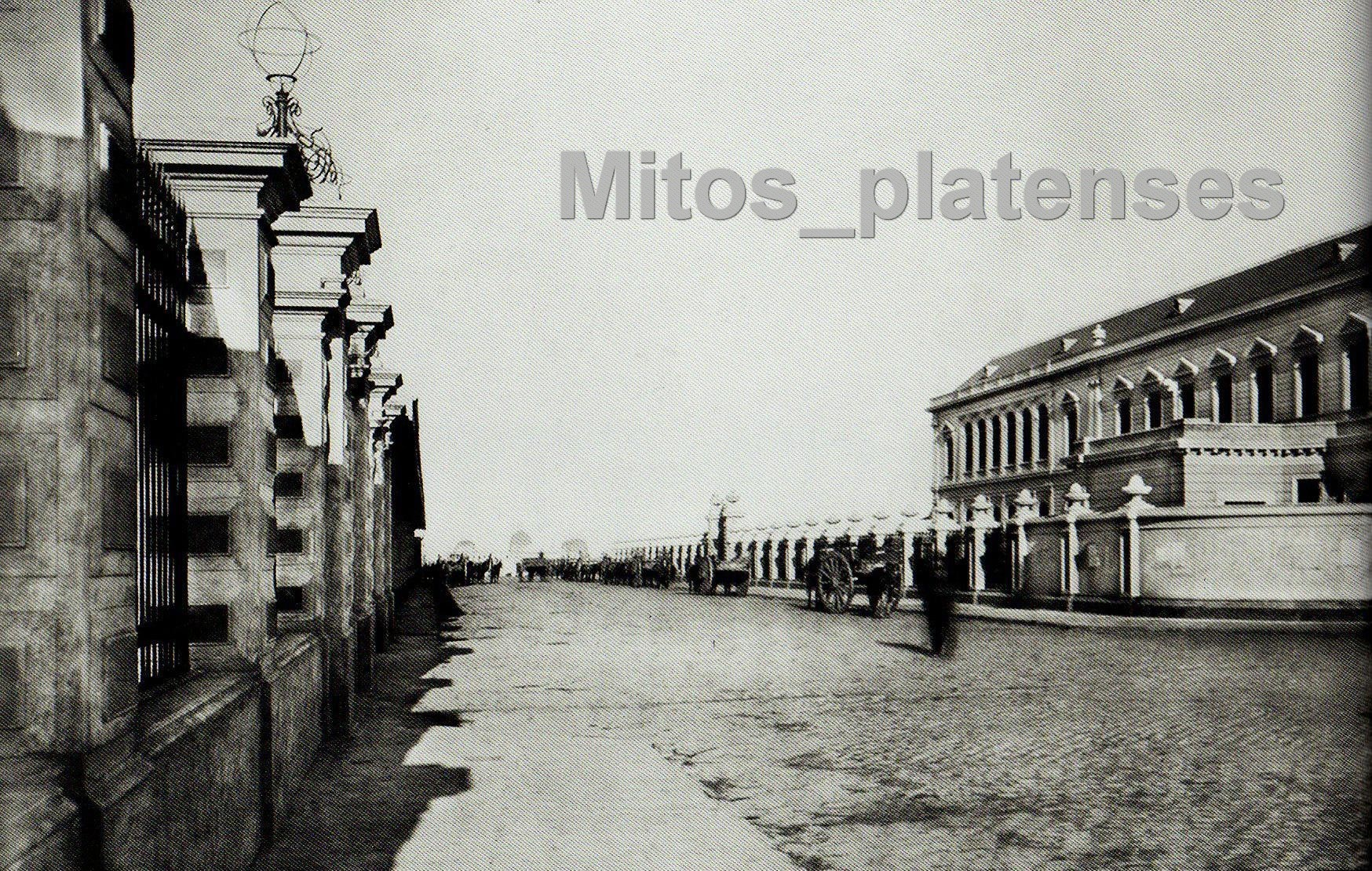
Hotel Bruny de La Plata

El Banco Constructor de La Plata instaló provisionalmente sus oficinas en el Hotel Bruny, en la ciudad de La Plata, mudándose luego a un local propio de Av. 7 entre las calles 47 y 46 de la ciudad de La Plata cuyo edificio fue proyectado por el arquitecto Adolfo Büttner donde también funcionó la logia masónica La Plata N°80 hasta 1890.
En 1886 el Banco Constructor de La Plata promovió la realización de una "Gran Casa de Inquilinato" en Buenos Aires proyectada por Juan Buschiazzo y en 1887  impulsó un barrio obrero de doscientas viviendas con equipamiento en la ciudad de La Plata que tuvo como representante al Senador Rafael Hernández.
En 1887 el Concejo Deliberante de la Ciudad de Buenos Aires le encargó al banco un Mercado de Abasto en el Barrio Barracas que se inauguró en 1889 con el nombre de “Mercado Banco Constructor” (conocido más tarde por “el de Garland”), tenía su entrada principal por Montes de Oca (acera oeste), entre Santo Domingo y San Luis (luego Tres Esquinas y hoy Osvaldo Cruz) funcionó hasta promediar la primera década del siglo XX. El edificio fue demolido en 1979.
En 1888 dirigió el proyecto de construcción del Hotel Boulevard Atlántico que fue el hito fundacional del actual poblado Mar del Sur.
En la época de Julio Roca Argentina había tomado crédito principalmente para la construcción de ferrocarriles y a la modernización de la ciudad y el puerto de Buenos Aires lo que produjo que 1880 la Argentina creciera de manera sorprendente con el modelo agroexportador pero las políticas liberales del gobierno del Presidente Miguel Juárez Celman (1886-1890) llevaron a un período de especulación que creó una burbuja financiera.
En 1888 las acciones del banco cayeron, bajando rápidamente de 235 puntos a 160, desencadenando la segunda gran crisis económica en Argentina llamada Crisis de 1890 (el primer episodio data del año 1827). La Argentina ingresó entonces en cesación de pagos por cuatro años. La crisis ocasionó la quiebra del Banco Nacional y la renuncia del Presidente. Debido al exceso de crédito que le había otorgado a la Argentina la bancarrota a la que casi llega a la banca Baring Brothers. Un consorcio liderado por el Banco de Inglaterra rescató a la Baring y evitó lo que podría haber sido una catástrofe de la banca londinense.
El vicepresidente Carlos Pellegrini asumió el cargo hasta 1892. Bajo su gestión se creó el actual Banco de la Nación Argentina.
La crisis financiera de 1890 que sacudió a la Argentina y hasta hizo que el presidente de la República Miguel Juárez Celman tenga que renunciar. 
El Banco Constructor de la Plata quebró y con él se llevó la vida de Carlos Mauricio Schweitzer. Se suicidó el 11 de enero de 1892 y fue sepultado en el cementerio del Norte (actual cementerio de La Recoleta) de la misma ciudad. Se remataron todas sus pertenencias y su familia se fue a vivir a su casa quinta de Burzaco.[cita requerida]

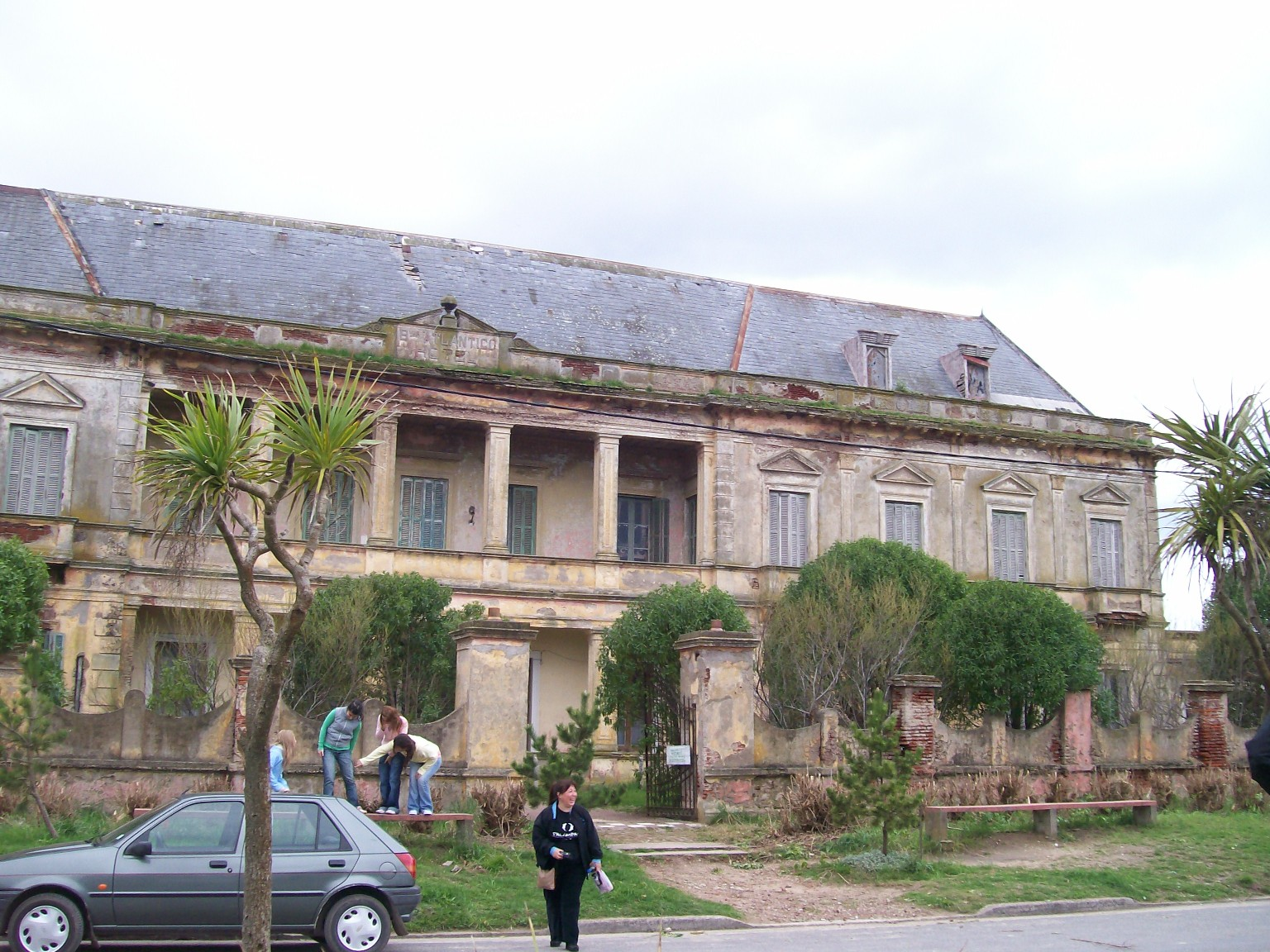
Antiguo Hotel Boulevard Atlantic
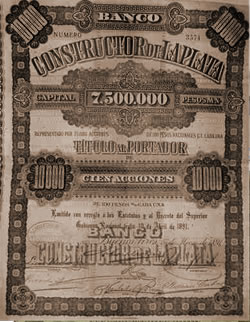
Bono del Banco Constructor de La Plata
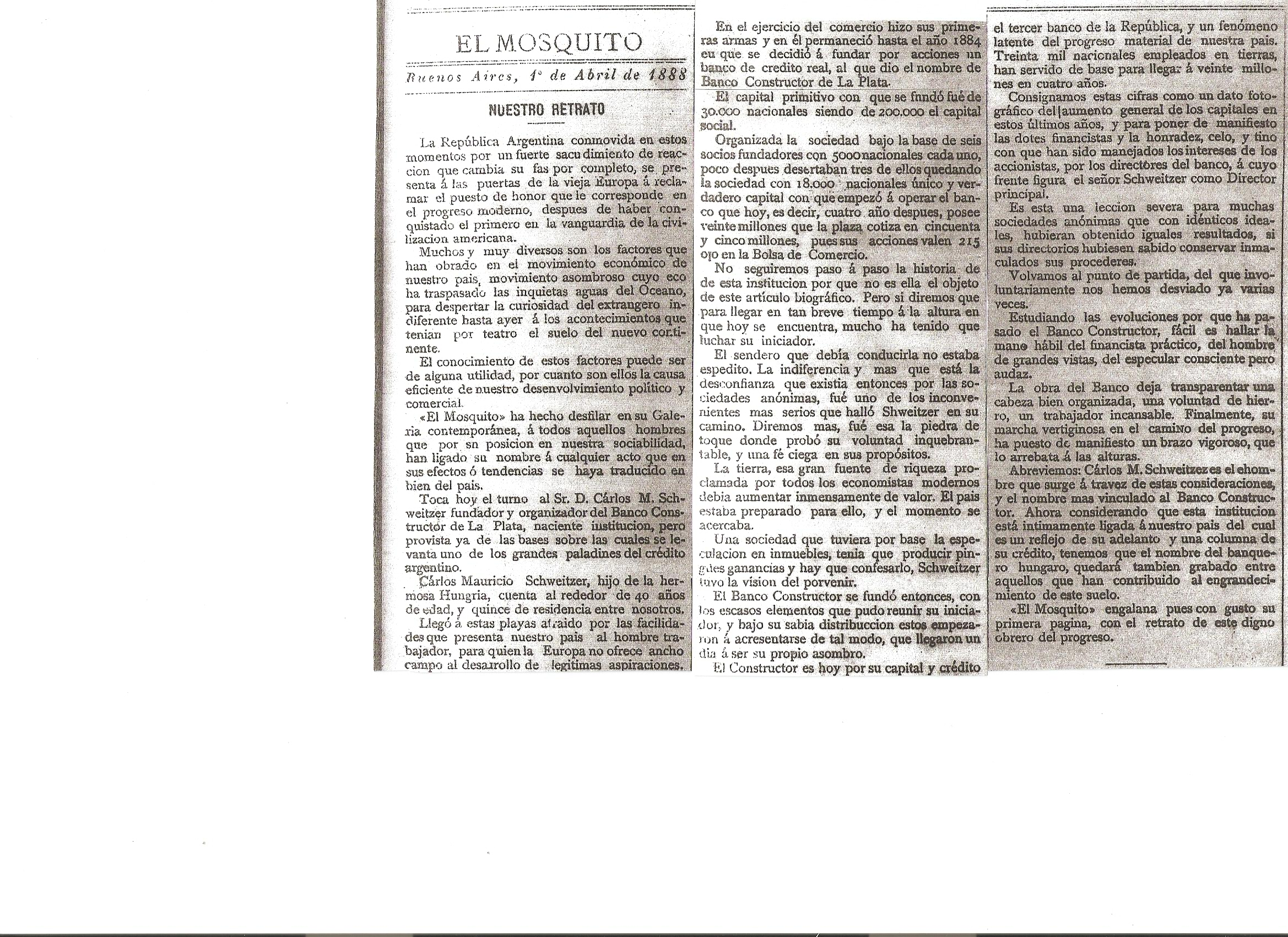
Biografía de Carlos Mauricio Schweitzer, El Mosquito, 1888
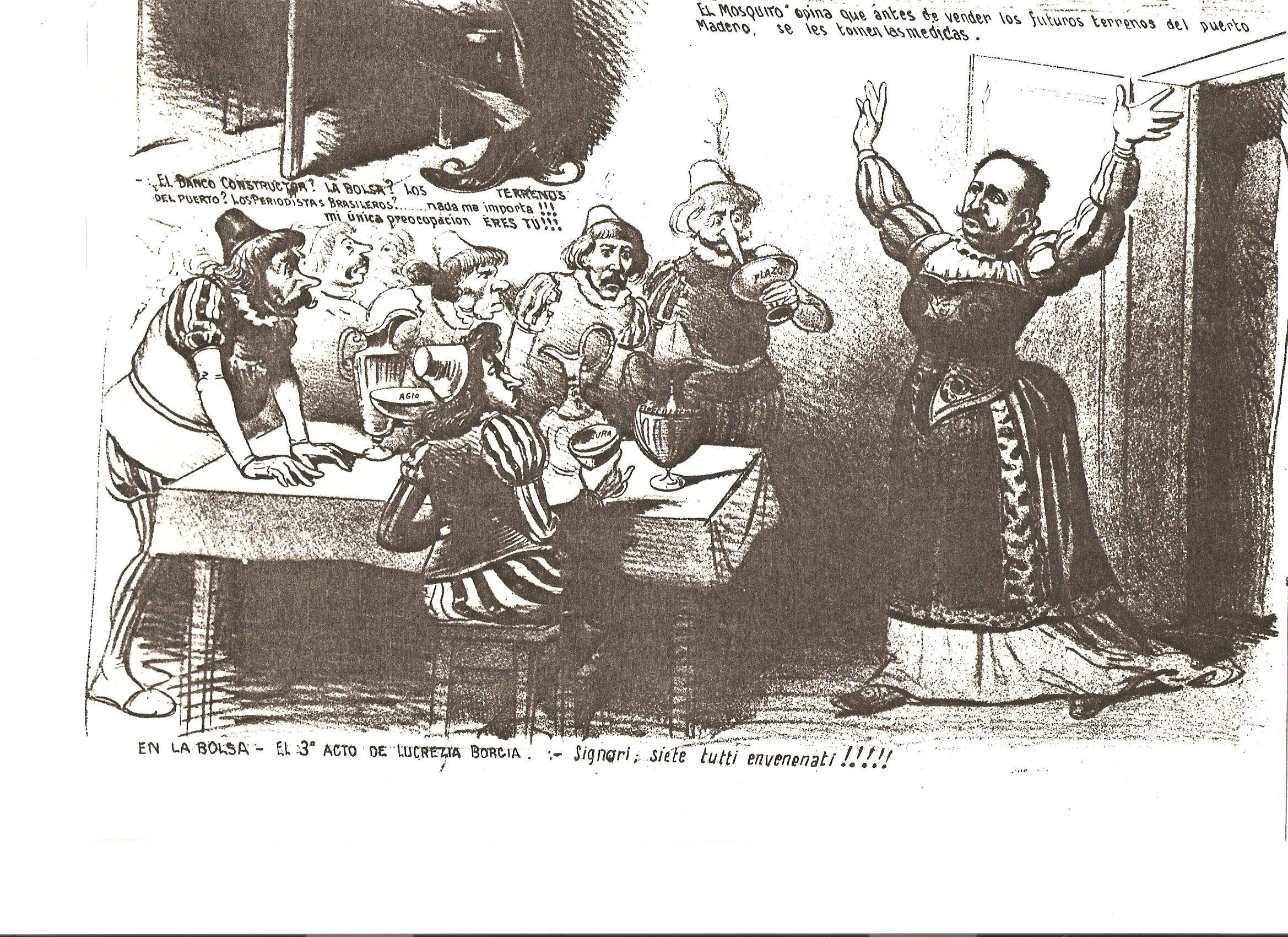
Otra caricatura de Schweitzer, El Mosquito, 1888
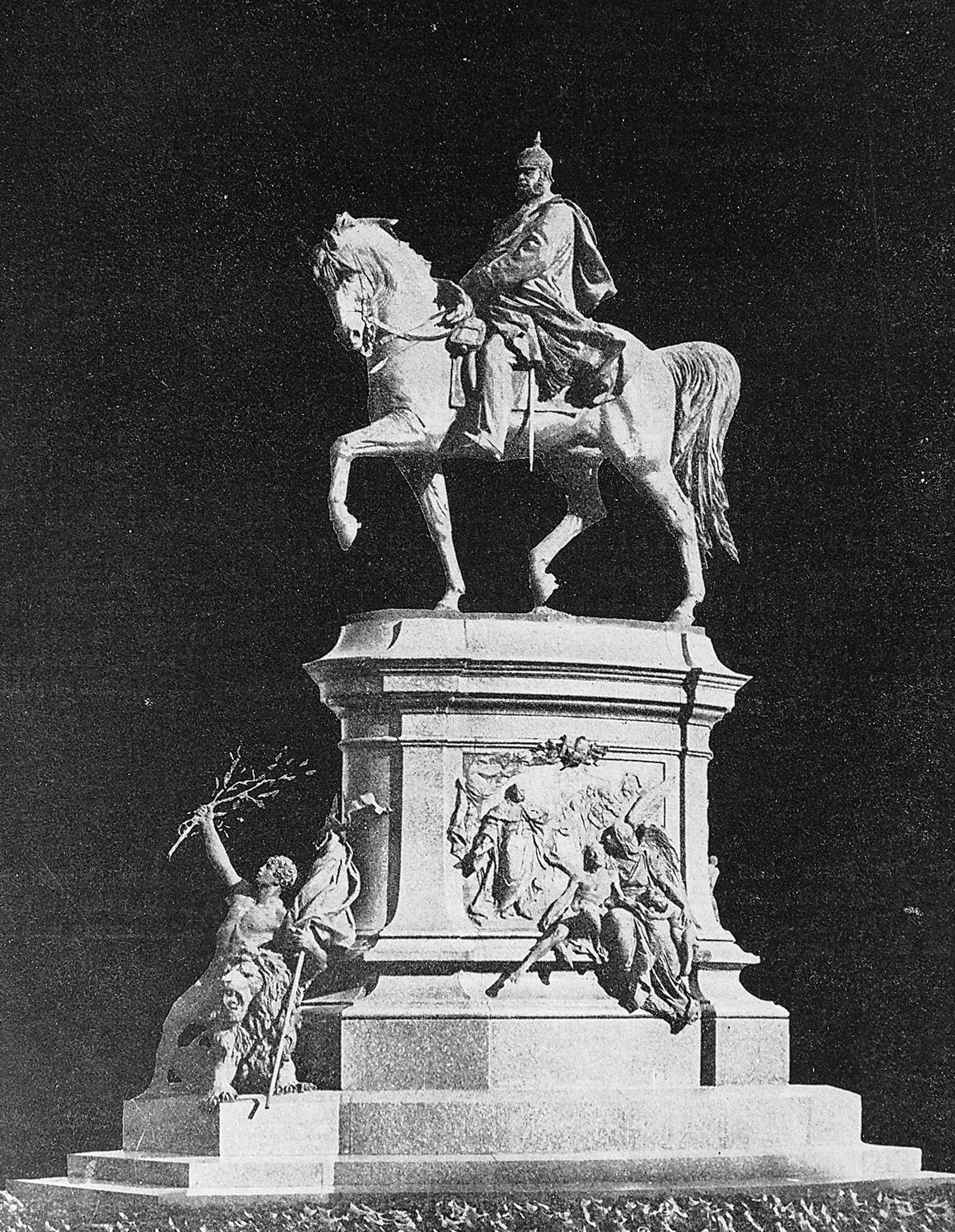
Monumento al Kaiser Guillermo I de Alemania, en Mannheim, Alemania.